# 문화콘텐츠
문화콘텐츠(Culture Contents/Cultural Contents)는 문화산업이나 문화주체의 문화 활동을 통해 생겨난 ‘문화적 요소가 체화된 부호ㆍ문자ㆍ도형ㆍ색채ㆍ음성ㆍ음향ㆍ이미지 및 영상 등의 자료 또는 정보’를 의미한다.

## 유래와 정의
문화콘텐츠 개념은 1999년 창립된 한국디지털콘텐츠학화에서 논의를 진행하던 중 전충헌 씨가 창안하였다. 이후 2001년 8월에 현재의 한국콘텐츠진흥원의 전신인 한국문화콘텐츠진흥원이 당시의 문화관광부 산하 기관으로 설립되면서 본격적인 학문 및 정책화로 이어지게 된다.
관련기관과 연구자에 따라 문화콘텐츠의 정의는 '문화유산, 생활양식, 창의적 아이디어, 가치관 등 문화적 요소들이 창의력과 상상력을 원천으로 체화되어 경제적 가치를 창출하는 문화 상품'이라는 (한국행정연구원 2007, 161쪽)의 정의, '인간의 감성, 창의력, 상상력을 원천으로 한 문화적 요소가 체화되어 경제적 가치를 창출하는 문화상품'라는 (김평수, 윤홍근 & 장규수 2007)의 정의, “문화, 예술, 학술적 내용의 창작 또는 제작물뿐만 아니라 창작물을 이용하여 재생산된 모든 가공물 작물의 수집, 가공을 통해서 상품화된 결과물들을 모두 포함하는 포괄적 개념”, '문화기호들의 연쇄적 조합이 창출한 결과물로, 커뮤니케이션의 다양한 채널을 통해 상업화될 수 있는 재화'라는 (백승국 2007, 20쪽)의 정의, '주체와 객체를 구성요소로 하고 서비스를 중심으로 주체와 객체 간에 이어지는 끊임없는 내적 교감이 객체의 감정 변화를 유발시켜 정신적 고양과 해방감, 카타르시스를 얻게 하는 것'이라는 (박장순 2005)등의 정의들이 엇갈리고 있다.

## 범위
대한민국에서 문화콘텐츠로 인정되는 범위는 대체로 다음과 같다.
- 영화
- 드라마, 다큐멘터리 등을 포함한 방송콘텐츠
- 만화·웹툰·애니메이션, 캐릭터
- 문화원형을 이용한 콘텐츠
- 대중음악
- 뮤지컬, 오페라, 연극 등의 공연
- 컴퓨터 게임, 모바일 게임 등의 게임
- 인터넷, 모바일, 에듀테인먼트 콘텐츠
- 전시기획, 테마파크, 축제 등의 공간콘텐츠